# Camarophyllopsis
Camarophyllopsis is een geslacht van schimmels behorend tot de familie Clavariaceae. De typesoort is de krijtlandwasplaat (Camarophyllopsis schulzeri).

## Soorten
Volgens Index Fungorum telt het geslacht 17 soorten, namelijk (peildatum januari 2024):
| Soortnaam                                                 | Auteur(s)                       | Publicatiejaar |
| --------------------------------------------------------- | ------------------------------- | -------------- |
| Camarophyllopsis albipes                                  | (Singer) Boertm.                | 2002           |
| Camarophyllopsis araguensis                               | (Singer) Boertm.                | 2002           |
| Camarophyllopsis atrovelutina (Zwartgespikkelde wasplaat) | (Romagn.) Argaud                | 2002           |
| Camarophyllopsis darwinensis                              | A.M. Young                      | 1997           |
| Camarophyllopsis dennisiana                               | (Singer) Arnolds                | 1986           |
| Camarophyllopsis furfuracea                               | (E. Horak) J.A. Cooper          | 2023           |
| Camarophyllopsis hiemalis                                 | (Singer & Clémençon) Arnolds    | 1986           |
| Camarophyllopsis kearneyi                                 | A.M. Young                      | 1999           |
| Camarophyllopsis lacunaris                                | Bizio & Contu                   | 2004           |
| Camarophyllopsis leucopus                                 | (Singer) Boertm.                | 2002           |
| Camarophyllopsis microspora                               | (A.H. Sm. & Hesler) Bon         | 1996           |
| Camarophyllopsis olivaceogrisea                           | Ming Zhang, C.Q. Wang & T.H. Li | 2019           |
| Camarophyllopsis pedicellata                              | (Natarajan & Manjula) Boertm.   | 2002           |
| Camarophyllopsis phaeophylla                              | (Romagn.) Arnolds               | 1986           |
| Camarophyllopsis rugulosoides                             | (Hesler & A.H. Sm.) Boertm.     | 2002           |
| Camarophyllopsis schulzeri (Krijtlandwasplaat)            | (Bres.) Herink                  | 1958           |
| Camarophyllopsis tetraspora                               | (Singer) Raithelh.              | 1992           |